# Blåt syn
Blåt syn er en dansk kortfilm fra 2014 instrueret af Semanur Kökten efter manuskript af Maria Mathilde harm Skousen og Olivia Brath Helbing.

## Handling
Efter sin flugt fra et krigsramt land uden sin familie, har passionen for svømning fået en helt ny betydning for den ensomme Amir. Hvor svømningen før var hans styrke, er det nu blevet hans svaghed. Han har mistet noget, som har medført særlige udfordringer, og det har han svært ved at acceptere. Et svømmestævne er lige rundt om hjørnet, men vil det lykkes Amir at overvinde sin konkurrent og vende sin svaghed til en styrke, eller vil han leve videre i sin blåøjede drøm? "Blåt syn" er en film om erkendelse og accept. Om at erkende sine tab i en hverdag, som ikke er som før. Om at acceptere sine svagheder. Om at vågne op fra en blå, drømmende illusion, og træde ind i hverdagens virkelighed.